# 佐伯文化会館

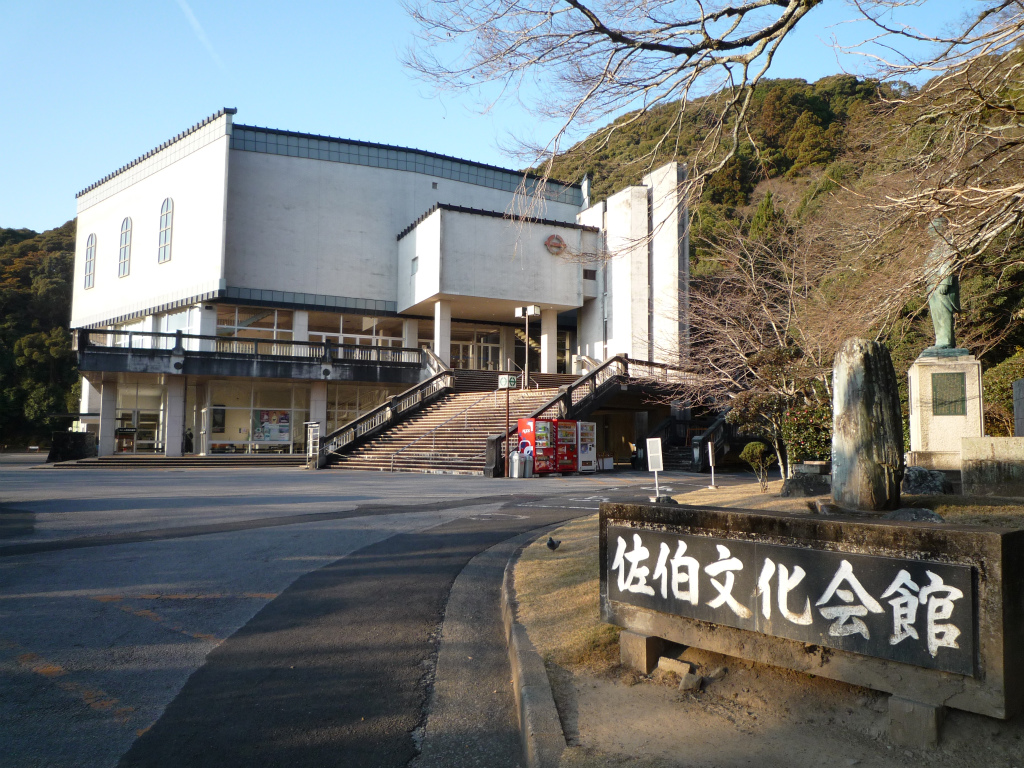
佐伯文化会館（2010年1月8日撮影）

佐伯文化会館（さいきぶんかかいかん）は、大分県佐伯市にあった多目的ホールを中心とする市営施設だった。

## 概要
- 1971年（昭和46年）、佐伯城三の丸御殿跡地に開館した。老朽化のため2020年10月31日閉館。後継施設のさいき城山桜ホール[1]が同日にオープン。
- 外壁に佐伯藩主だった毛利家の家紋の一つ「鶴丸」や、無形民俗文化財「堅田踊り」を舞う女性の姿が描かている[2]。
- 閉館後に記憶だけでなく、記録としての残すために、三次元データを活用して、佐伯市に寄贈した[3]。

## 施設
- ホール
  - 大ホール：1,308席
  - 中ホール：収容人員 250人

- 建築概要
  - 延床面積：4,467m2

## 所在地
大分県佐伯市大手町1丁目1-1

## 交通
- 鉄道

JR九州日豊本線佐伯駅から徒歩約15分